# پیرتو
پیرتو (به مجاری:  Pirtó) یک منطقهٔ مسکونی در مجارستان است که در ناحیه کیش‌کون‌هالاش واقع شده‌است. پیرتو ۳۴٫۴۹ کیلومتر مربع مساحت و ۹۹۲ نفر جمعیت دارد.